# I've Always Loved You
I've Always Loved You é um filme norte-americano de 1946, do gênero drama, dirigido por Frank Borzage e estrelado por Philip Dorn e Catherine McLeod.

## Produção
Uma das raras produções classe A da Republic Pictures, I've Always Loved You é o único filme que o estúdio produziu em Technicolor. O filme mostra uma forte influência de antigas produções inglesas sobre música de concerto, com Artur Rubinstein dublando Philip Dorn nas peças de piano.
Maria Ouspenskaya e o alívio cômico Fritz Feld roubam a cena dos astros principais, enquanto um jovem André Previn faz uma breve aparição na sequência de abertura.

## Sinopse
Myra Hassman estuda piano com o brilhante, porém presunçoso, maestro Leopold Goronoff, por quem se apaixona. Eles acabam por se tornar rivais e, ao sentir-se ameaçado, Leopold sabota a estreia dela no Carnegie Hall, causando-lhe a ruína da carreira.

## Elenco
| Ator/Atriz          | Personagem                         |
| ------------------- | ---------------------------------- |
| Philip Dorn         | Leopold Goronoff                   |
| Catherine McLeod    | Myra Hassman                       |
| William Carter      | George Sampter                     |
| Maria Ouspenskaya   | Madame Goronoff                    |
| Félix Bressart      | Frederick Hassman                  |
| Fritz Feld          | Nicholas Kavlun                    |
| Elizabeth Patterson | Senhora Sampter                    |
| Vanessa Brown       | 'Porgy' Sampter aos dezessete anos |
| Lewis Howard        | Michael Severin                    |
| Adele Mara          | Senhorita Fortaleza                |
| Gloria Donovan      | 'Porgy' Sampter aos cinco anos     |
| Stephanie Bachelor  | Loura                              |
| Cora Witherspoon    | Edwina Blythe                      |